# 准位
准位（じゅんい）とは、日本の律令制において、後宮の職員である宮人の給与支給の基準とするために設けられた基準のこと。

## 概要

### 宮人と准位
男性の官人の場合には、原則として官職と位階が対応関係を持つ「官位相当制」が導入されていたが、女性の官人である宮人にはそれが存在しなかった。まれに宮人の中でも女叙位によって位階を持っている者があったが、全ての宮人がこれに該当するものでもなかった。そこで、禄令には宮人の官職に対応して特定の位階に相当する禄給を支給する規定を設けた。これが准位である。禄令によれば、いわゆる三等官と称された「職事」と呼ばれる人々は下記の表のような准位が設定され、女孺は所属する官司を問わずに位階を持つ者は少初位に准じ、持たない者はそれよりも布1端分減らした額を支給するとされた。女孺と同じ「散事」に分類されていた采女や氏女も同様の待遇であった。
| 官司/官職          | 尚     | 典     | 掌     |
| ------------------ | ------ | ------ | ------ |
| 内侍司 大同2年以後 | 従五位 | 従六位 | 従七位 |
| 内侍司 大同2年以後 | 従三位 | 従四位 | 従五位 |
| 蔵司               | 正三位 | 従四位 | 従五位 |
| 書司 薬司 殿司     | 従六位 | 従八位 | −      |
| 兵司 闡司          | 正七位 | 従八位 | −      |
| 掃司 水司          | 従七位 | 従八位 | −      |
| 膳司               | 正四位 | 従五位 | 正八位 |
| 酒司               | 正六位 | 従八位 | −      |

官職名に関しては、官司名の「○司」に対応して「尚○」「典○」「掌○」と称された（ただし、内侍司のみは尚侍・典侍・掌侍）。
もっとも、宮人の中でも職事を務める者には有力な貴族の妻子も多く、叙位を受けている者も少なからず存在した。そのため、和銅7年（714年）には五位の位階を持つ散事は正六位の職事に准じるとし、神亀3年（726年）には五位の位階を持つ内命婦が六位以下の職事に任じられた場合には正六位の禄を支給することとした。そして宝亀4年（773年）に宮人の秩序確立のために大幅な改革が実施され、保有する位階と就いている官職が持つ准位を比較して高い方の禄を支給すること、五位以上の散事には正六位の禄を支給することと規定された。

### 内侍司の地位上昇と准位
天皇の日常生活に供奉し、天皇へ内外の奏請を報告し、天皇の意向を内外へ伝達する内侍司は当初は必ずしも地位が高くなく、その長官であった尚侍の准位は従五位であり、蔵司の長官である尚蔵の正三位や次官である典蔵の従四位、膳司の長官である尚膳の正四位よりも低く、膳司の次官である典膳や蔵司の判官である掌蔵と同じだった。
ところが、天皇への報告および天皇からの命令が全て内侍司の尚侍を介して行われることに注目した有力貴族の中には、自分の妻を尚侍に任じさせて宮中内外の情報を把握しようとする者が現れるようになった。藤原不比等の後室県犬養三千代、藤原仲麻呂の正室藤原袁比良、藤原永手の正室大野仲仟、藤原良継の正室阿倍古美奈の任命がその典型である。
ところがこうした大臣や納言の正室には既に高い位階が叙位されていることが多く、その待遇が問題となった。その解決法はいくつかあったが、一つは尚侍に尚蔵など上位の准位を持つ官職とを兼務させてそちらの准位によって禄の支給を受ける方法である。特に尚蔵は神璽など天皇大権に関わる文物の管理を担当しており、尚侍と並んで天皇と宮中を掌握するために重要な地位であった（尚蔵の准位の高さもその職掌に由来している）。
もう一つは内侍司そのものの地位と待遇を上昇させる方法である。和銅8年（715年）2月4日、尚侍で従四位の者の禄を同じく従四位の典蔵の禄に准じた扱いとした。この時の尚侍は県犬養三千代だと推定され、夫の藤原不比等の意向が働いたものと考えられている。宝亀4年（773年）3月5日には自身の持つ位階と就いている官職が持つ准位のうち高い方の禄を支給する制度が実施され。宝亀10年（779年）12月23日には内侍司の待遇を蔵司に准じさせ、同額の禄を支給することとなった。そして大同2年（807年）12月15日の太政官奏によって内侍司の准位そのものが引き上げられ、尚侍は従三位、典侍は従四位、掌侍は従五位となった。
一見すると、大同2年以後の制度でも尚蔵の准位が宮人の中で最高位で、尚侍はそれに次ぐ地位にしか過ぎないように見えるが、実際には当時の尚蔵はほとんど尚侍の兼務か名目のみの任命となっており、更に大同5年（810年）に蔵人の制度が導入されて蔵司の職掌を行うようになると、蔵司は完全に形骸化して内侍司が実質においては後宮十二司の筆頭となり、尚侍が宮人の中で最高位となった。結局蔵司などの十一司は後に廃絶して内侍司が後宮で唯一の官司となるに至る。清少納言が『枕草子』の中で「女は 内侍のすけ 内侍」（176段）に記したのも、そうした実情を反映したものと言える。

## 補注